# Yamagumo
Lo Yamagumo (山雲? lett. "Nuvole bianche sulle montagne") è stato un cacciatorpediniere della Marina imperiale giapponese, sesta unità della classe Asashio. Fu varato nel luglio 1937 dal cantiere Fujinagata a Osaka.
Assegnato alla 9ª Divisione poco prima dell'inizio delle ostilità nel Pacifico, rimase gravemente colpito alla fine del dicembre 1941 nelle acque filippine da una mina nipponica. Rientrò in servizio nell'ottobre 1942 e per svariati mesi operò nelle acque nazionali del Giappone in funzione di sentinella, scorta e pattugliamento. Potenziata la contraerea, nella tarda estate del 1943 fu trasferito alla 4ª Divisione e completò numerose missioni di difesa a convogli che, dai porti nipponici o da Shanghai, recavano rinforzi e rifornimenti alle piazzaforti di Rabaul e Truk; in novembre fu inoltre autore dell'affondamento del sommergibile statunitense USS Sculpin e prima della fine del 1943 collaborò nella guardia all'intenso movimento navale da Truk di grandi unità della Marina imperiale. Dall'aprile 1944, dotato anche di radar, tornò a operare attivamente nella flotta da battaglia giapponese e fu presente, a fianco delle portaerei della 3ª Flotta, alla battaglia del Mare delle Filippine (19-20 giugno). Da agosto rimase di stanza a Singapore e nelle zone limitrofe, alternando servizio di vigilanza a esercitazioni. Schierato con il gruppo distaccato della 2ª Flotta per la battaglia del Golfo di Leyte, fu affondato da un siluro nelle prime ore del 25 ottobre 1944 nello Stretto di Surigao, con la perdita quasi totale dell'equipaggio.

## Servizio operativo

### Costruzione
Il cacciatorpediniere Yamagumo fu ordinato nell'anno fiscale edito dal governo giapponese nel 1934. La sua chiglia fu impostata nel cantiere navale di Osaka, gestito dalla ditta Fujinagata, il 4 novembre 1936 e il varo avvenne il 24 luglio 1937; fu completato il 15 gennaio 1938. All'inizio degli anni quaranta la nave formò con l'Asagumo, il Natsugumo e il Minegumo la 9ª Divisione cacciatorpediniere, dipendente dalla 4ª Squadriglia della 2ª Flotta.

### 1941-1942
Passato al comando del capitano di fregata Yasugi Kōga all'inizio degli anni quaranta, Lo Yamagumo lasciò il 26 novembre 1941 lo Stretto di Terashima con il resto della propria unità e si diresse alla base militare di Mako nelle Pescadores, dove tutte le navi si ancorarono il 29 e la 4ª Squadriglia fu prestata alla 3ª Flotta del viceammiraglio Ibō Takahashi per le imminenti operazioni contro le Filippine: il cacciatorpediniere fu anzi selezionato quale propria nave ammiraglia dal contrammiraglio Sueto Hirose, comandante della cosiddetta "3ª Forza d'attacco a sorpresa" (una delle componenti nelle quali la 3ª Flotta si era organizzata). Il 7 dicembre, giorno precedente l'attacco di Pearl Harbor a causa della linea internazionale del cambio di data, lo Yamagumo lasciò Mako e si pose alla testa delle squadre che occuparono il 10 dicembre il piccolo arcipelago di Batan e Camaguin a nord di Luzon. Il 22 supportò l'invasione incontrastata del Golfo di Lingayen, sulla costa occidentale di Luzon, e in queste acque urtò il 31 dicembre una mina posata dagli stessi giapponesi: i danni furono gravissimi, i locali macchine furono completamente invasi dall'acqua e lo Yamagumo rimase alla deriva. Subito soccorso da navi amiche, che trasferirono Hirose sulla torpediniera Manazuru, fu trainato vicino a riva e affiancato dalla nave officina Yamabiko Maru per una serie di interventi provvisori. Il 9 febbraio 1942 fu rimorchiato in relativa sicurezza fino a Hong Kong, dove poterono riprendere i lavori di raddobbo per alcune settimane; vista però l'entità delle distruzioni, fu di nuovo preso al traino e portato all'arsenale di Yokosuka il 7 aprile, nel quale rimase fino al 30 settembre per una ricostruzione completa. In questo periodo lo Yamagumo fu redesignato "nave da servizio speciale" (15 maggio), alle dipendenze del 1º Distretto navale con quartier generale a Yokosuka, e passò al comando del capitano di corvetta Shirō Ono (20 maggio). Riprese servizio il 1º ottobre 1942 e fu assegnato a compiti di scorta e pattugliamento al traffico navale della città per svariati mesi a seguire; lasciò le acque metropolitane giapponesi solo a fine dicembre 1942, quando accompagnò un convoglio a Saipan.

### 1943

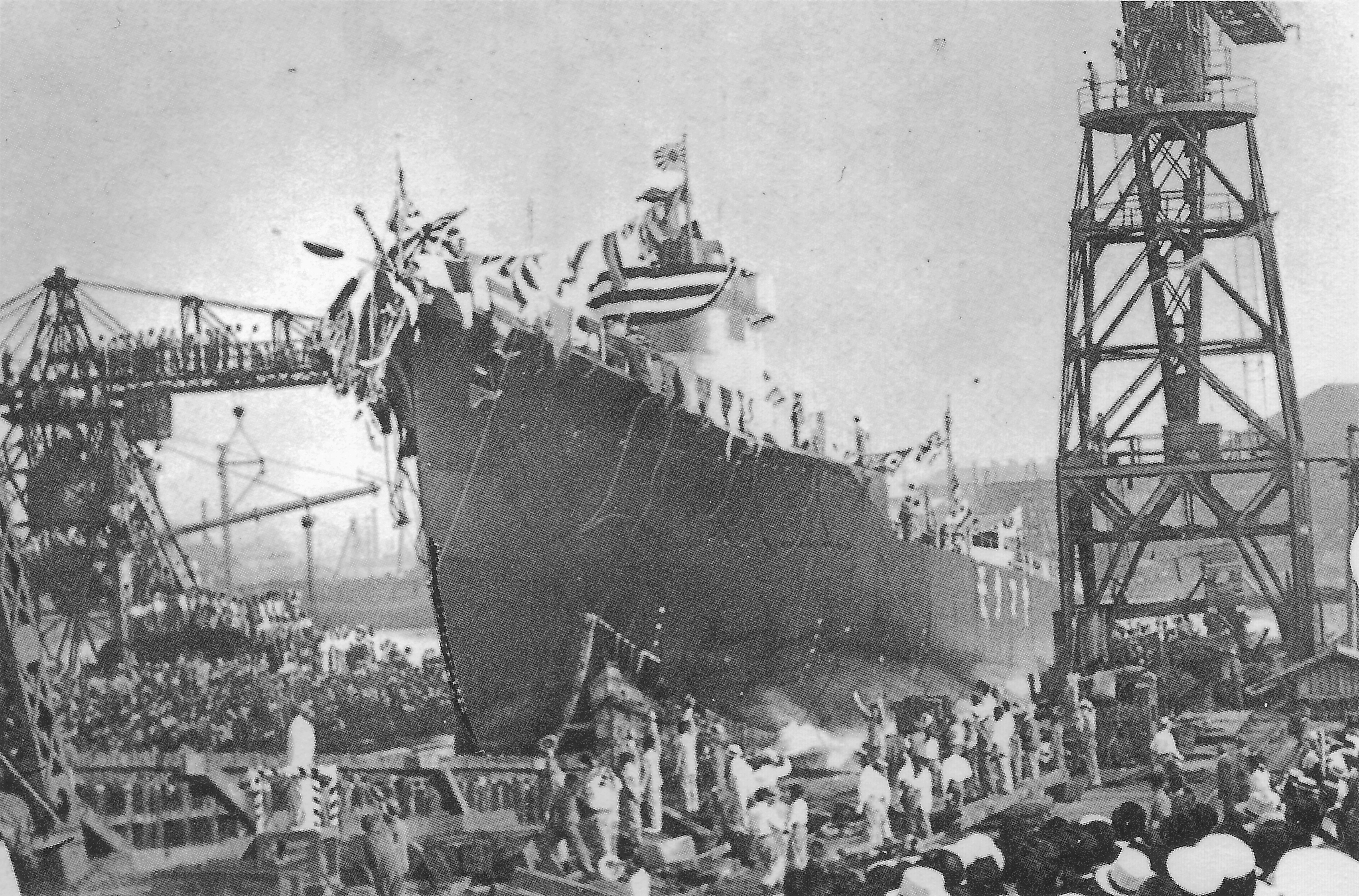
Il varo del cacciatorpediniere nel 1937: notare il nome scritto in katakana sulla murata (da destra a sinistra) e l'intervento della censura, che ha oscurato la scala graduata del pescaggio sulla prua

L'8 febbraio 1943 lo Yamagumo salpò da Yokosuka di scorta al transatlantico requisito Tatsuta Maru, che doveva recare truppe alla base atollina di Truk; il cacciatorpediniere fu però incapace di difenderlo dall'attacco di un sommergibile statunitense, che provocò la distruzione del transatlantico con la perdita di circa 1 400 uomini. Tornò dunque a operare nei dintorni immediati di Yokosuka fino all'estate 1943 inoltrata. In un momento imprecisato della prima metà dell'anno fu anche aumentata la dotazione contraerea, scambiando le due coppie di cannoni Type 96 da 25 mm ai lati del fumaiolo posteriore con due impianti triple e costruendo un ballatoio rialzato tra la plancia e la torre d'artiglieria prodiera, ospitante un affusto binato di pezzi da 25 mm.
Il 20 agosto 1943 lo Yamagumo fu trasferito all'11ª Squadriglia cacciatorpediniere della 1ª Flotta, demandata all'addestramento delle nuove unità in tempo di guerra. Il 15 settembre lo Yamagumo, completata la preparazione, fu assegnato alla 4ª Divisione (già formata dal Maikaze e dal Nowaki) della 10ª Squadriglia, unità sottoposta alla 3ª Flotta del viceammiraglio Jisaburō Ozawa – la squadra riunente le portaerei imperiali più moderne. Il giorno successivo partì velocemente per Shanghai e si unì ai cacciatorpediniere Hibiki e Makinami coinvolti nell'operazione T2, ovvero la difesa dei trasporti/incrociatori ausiliari Gokoku Maru, Kiyozumi Maru, della nave appoggio sommergibili Heian Maru e della nave appoggio idrovolanti Akitsushima che avevano a bordo buona parte della 17ª Divisione fanteria. Il convoglio salpò il 24 settembre e fece una breve tappa a Truk il 2 ottobre; proseguì dunque per la piazzaforte di Rabaul dove le truppe scesero a terra il 5 ottobre e rientrò a Truk quattro giorni più tardi. L'11 lo Yamagumo e altri cacciatorpediniere partirono per accompagnare di nuovo a Shanghai i due incrociatori ausiliari più quelli leggeri Naka e Isuzu; il viaggio si concluse il 18 senza problemi, gli incrociatori presero a bordo un secondo scaglione della 17ª Divisione e il gruppo fece nuovamente rotta su Truk il 21, toccata una settimana dopo. Il 3 novembre riprese il viaggio verso Rabaul, ma il 7 lo Yamagumo e il resto delle navi fu rimandato indietro a causa dell'incremento dei bombardamenti statunitensi sulla base. Gli incrociatori trasferirono le truppe a bordo di tre trasporti e lo Yamagumo poté completare la missione di scorta tra il 9 e il 12 novembre, operando per la prima volta riunito alla 4ª Divisione. Il 13 i tre cacciatorpediniere lasciarono Rabaul con a bordo numerosi equipaggi di aviatori appartenenti alla 1ª Divisione portaerei, depositandoli due giorni più tardi a Truk. Da qui lo Yamagumo ripartì in solitaria il 18 novembre a protezione dell'incrociatore leggero Kashima e della nave appoggio sommergibili Chogei, in rotta per Kure. La mattina successiva la piccola formazione s'imbatté nel sommergibile USS Sculpin, contro il quale lo Yamagumo condusse una persistente caccia conclusasi in un impari duello d'artiglieria: il cacciatorpediniere ridusse il battello a un relitto e trasse in salvo quarantadue militari statunitensi. Un marinaio fu però gettato in mare dopo che le sue ferite erano state considerate troppo gravi, mentre i restanti quarantuno furono fatti scendere a Truk il giorno successivo quali prigionieri di guerra. Tra il 25 novembre e il 7 dicembre lo Yamagumo fu affiancato a una petroliera che uscì in mare al seguito di una sortita di un gruppo da battaglia giapponese, inviato nella zona delle isole Marshall in preparazione a un contrattacco nelle isole Gilbert (massicciamente investite dalla Quinta Flotta statunitense) ma mobilitato troppo tardi. L'11 dicembre salpò di nuovo da Truk per scortare a Sasebo gli incrociatori da battaglia rimodernati Kongo e Haruna: arrivati il 16, lo Yamagumo si spostò a Yokosuka e ripartì il 20 in direzione di Truk con la grande corazzata Yamato. Il 25 era di nuovo alla base atollina e cinque giorni dopo salpò assieme agli incrociatori leggeri Noshiro e Oyodo, che il 1º gennaio 1944 fecero scendere truppe a Kavieng in Nuova Irlanda; durante il rientro la formazione fu intercettata da velivoli statunitensi e lo Yamagumo fu mitragliato varie volte, accusando l'allagamento del serbatoio principale, ma rientrò a Truk il 2 gennaio senza problemi.

### 1944 e l'affondamento
Il 19 gennaio lo Yamagumo prese il mare in difesa di una petroliera inviata a Rabaul, toccata il 22; proseguì dunque verso Kavieng, dove caricò un nucleo di fanteria che trasferì il 25 gennaio a Lorengau (Isola di Manus). Rientrò a incolume a Rabaul compì altri due trasporti rapidi di rinforzi a Qavuvu, presidio a est della penisola di Willaumez, e di nuovo a Lorengau tra il 1º e il 2 febbraio. Portatosi il 4 di nuovo a Truk, salpò il 15 febbraio di scorta al trasporto Asaka Maru e, dopo una fermata a Saipan, entrambe le navi arrivarono a Yokosuka il 23 febbraio. Qui lo Yamagumo, logorato dall'intenso servizio, si ormeggiò per una serie di revisioni e riparazioni. Nel corso del raddobbo perse la torre sopraelevata di poppa per fare spazio a due installazioni triple di cannoni Type 96 da 25 mm L/60 e, inoltre, fu equipaggiato con un radar Type 22 per bersagli navali, assicurato all'albero tripode prodiero opportunamente rinforzato. Assieme allo Yukikaze salpò il 29 marzo per schermare la portaerei Zuiho nel suo trasferimento fino a Guam, quindi tornò indietro a Kure il 7 aprile: ebbe notizia che, il 31 marzo, il gemello Michishio aveva rimpiazzato il Maikaze nell'organico della 4ª Divisione. Per circa un mese le attività dello Yamagumo non sono note: ricompare verso la metà di maggio aggregato alla scorta delle portaerei Junyo, Hiyo, Ryuho che, da Saeki, fecero rotta per l'ancoraggio avanzato di Tawi Tawi, dove stava concentrandosi la 1ª Flotta mobile giapponese. Il 10 giugno lasciò la rada insieme al resto della divisione d'appartenenza e al Noshiro a fianco delle grandi corazzate Yamato e Musashi, mobilitate allo scopo di portare soccorso all'isola di Biak (operazione Kon) sulla quale una divisione statunitense era sbarcata a fine maggio. La squadra si fermò a Batjan, ma il 13 fu richiamata verso le Filippine in quanto era imminente l'attacco statunitense alle Marianne. La battaglia tra le opposte flotte avvenne il 19 e 20 giugno e vide lo Yamagumo tra i cacciatorpediniere posti a difesa delle portaerei della Forza "B", al comando del contrammiraglio Takatsugu Jōjima. Dopo la grave sconfitta la flotta ripiegò a Okinawa, da dove la 4ª Divisione cacciatorpediniere fu dirottata nelle Filippine a Guimaras per incontrarsi con alcune petroliere; la riunione fu effettuata tre giorni dopo e il convoglio fece rotta su Davao, ma durante la traversata la Itsukushima Maru fu silurata e immobilizzata presso Negros. Lo Yamagumo e il resto della divisione collaborarono nel recupero del prezioso carburante a bordo, giunsero il 29 a destinazione e salparono il 1º luglio di scorta alla vecchia corazzata Fuso, accompagnandola dapprima a Tarakan e poi a Kure (15 luglio). Lo Yamagumo si spostò in seguito a Sasebo e il 15 agosto, con le unità gregarie, lasciò il porto a fianco dell'incrociatore da battaglia Haruna per raggiungere Singapore, eletta a nuova base d'oltreoceano per le forze da battaglia della Marina imperiale e toccata il 21. Rimase dunque nell'area per le settimane successive. In un momento imprecisato di questo periodo fu fornito di otto/dodici cannoni Type 96 da 25 mm su affusto singolo, piazzati lungo il ponte e sul castello prodiero; fu anche implementato un radar Type 13 da ricerca aerea (fissato alla cima dell'albero di maestra), furono rimossi i paramine e metà della scorta di siluri. È più incerto l'incremento a trentasei delle bombe di profondità, forse avvenuto già in precedenza. A causa delle modifiche succedutesi nel tempo, il dislocamento standard crebbe oltre le 2000 tonnellate, quello a pieno carico a 2677 tonnellate e la velocità massima si ridusse a 29 nodi.
Nel quadro della cruciale operazione Shō-Gō 1 lo Yamagumo arrivò a metà ottobre alle isole Lingga e il 17 salpò di scorta alla squadra di rifornimento per le forze appositamente riunite a Brunei, dove il mattino del 22 ottobre fece il pieno di carburante attigendo dai depositi della Fuso. Partì nel pomeriggio aggregato alla squadra del viceammiraglio Shōji Nishimura, che comprendeva inoltre la nave da battaglia Yamashiro, l'incrociatore pesante Mogami e i cacciatorpediniere Asagumo, Michishio e Shigure. La squadra passò attraverso il Mar di Sulu e a nord di Mindanao per percorrere da sud lo Stretto di Surigao e sbucare così a meridione delle teste di ponte statunitensi a Leyte. Nella notte del 24-25 ottobre le unità giapponesi cozzarono però contro il massiccio schieramento della Settima Flotta: lo Yamagumo si trovava in testa con le due unità sorelle e fu investito in pieno dal preventivo attacco silurante eseguito da un gruppo di cacciatorpediniere americani. Attorno alle 03:20 fu centrato a mezzanave da almeno due siluri provenienti dall'USS McDermut: le detonazioni fecero saltare in aria, sembra, i siluri del cacciatorpediniere e lo scoppio risultante tranciò in due l'unità. Lo Yamagumo affondò in appena due minuti, con la prua e la poppa a formare una stretta "V" e tra le fiamme del suo stesso carburante incendiato, in mezzo allo stretto (10°25′N 125°23′E). Dell'equipaggio si salvarono solo due marinai.
Il 10 gennaio 1945 lo Yamagumo fu rimosso dalla lista del naviglio in servizio con la Marina imperiale.